# Marquis Point
Marquis Point är en udde i Grenada.   Den ligger i parishen Saint David, i den södra delen av landet, 10 km öster om huvudstaden Saint George's.
Terrängen inåt land är platt västerut, men åt nordväst är den kuperad. Havet är nära Marquis Point åt sydost.  Närmaste större samhälle är Saint George's, 9,9 km väster om Marquis Point. 